# 氷川神社 (杉並区)
氷川神社（ひかわじんじゃ）は、東京都杉並区高円寺南にある神社。通称は高円寺氷川神社（こうえんじひかわじんじゃ）。境内社に気象神社がある（後述参照）。

## 由緒
社伝に、源頼朝が奥州征伐（文治5年（1189年））の際に当地に立ち寄り、安達藤九郎盛長に命じて社殿を建立させた。またあるいは、随伴していた村田兵部某が当地で帰農し、大宮高鼻より勧請して社殿を建てたともいわれる。また口伝によれば、天文年間(1531年～1544年)に、宿鳳山高円寺と同時期に開かれ、高円寺が当社別当寺となったとされる。しかし、資料がのちに火災により焼失し詳らかでない。
高円寺村小名原郷の鎮守となり、『新編武蔵国風土記稿』には、「除地4段3畝10歩、外に供免1段5畝、小名原にあり、是も鎮守なり、本社3尺四方南向、上屋2間23間、木の鳥居をたつ、村内高円寺の持」とある。
明治時代になると村社になったが、第二次世界大戦による戦災で社殿が焼失。現在の社殿は昭和46年（1971年）に再建されたものである。
また、1948年（昭和23年）には全国でも唯一といわれている気象神社が当神社に遷座された。例大祭は元々9月18日に行われていたが、台風などによる悪天候が多いことから1958年（昭和32年）、8月27日・28日に変更された。

## 境内社

### 気象神社

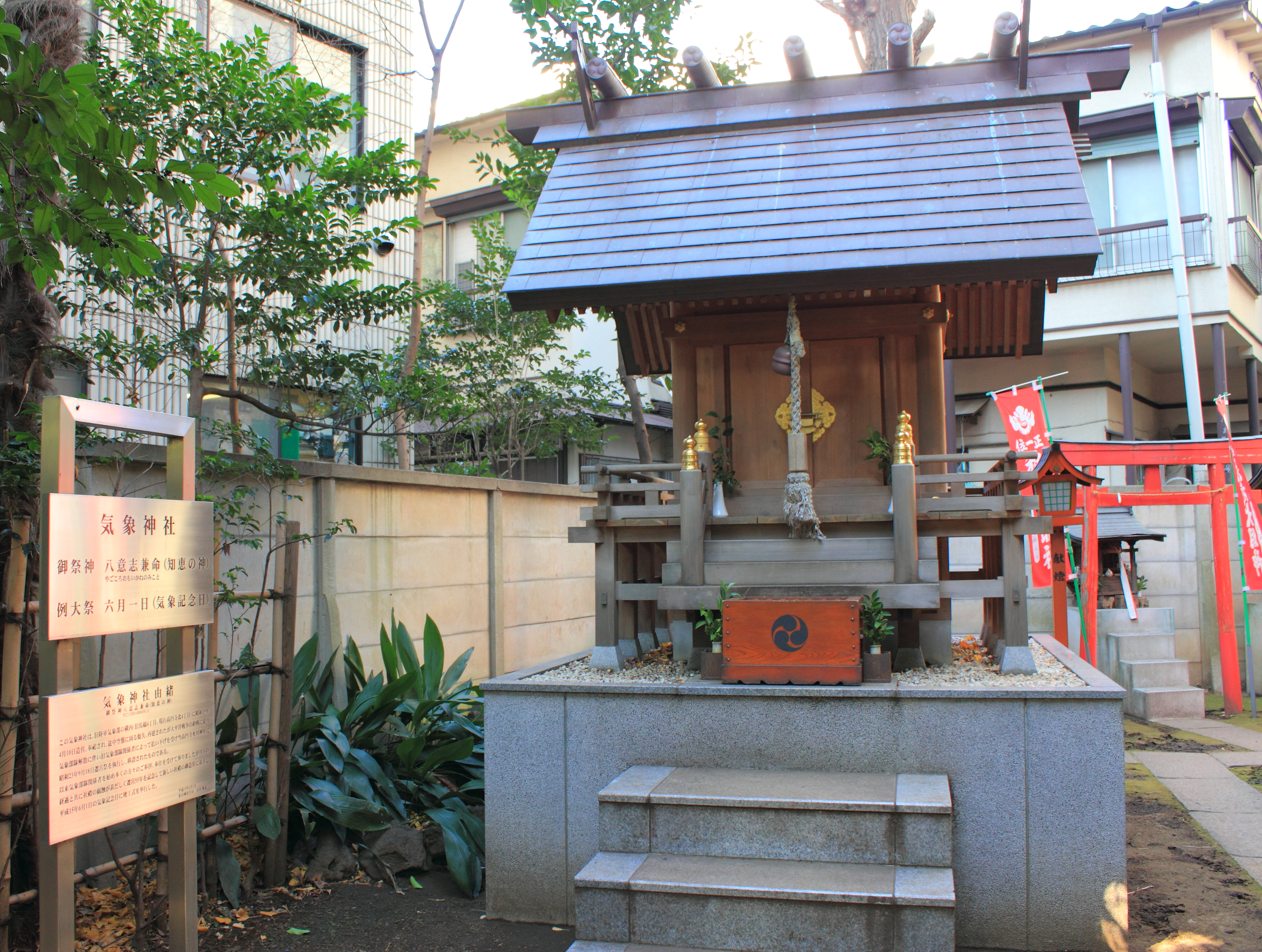
気象神社

祭神は八意思兼命（やごころおもいかねのみこと）。元は、馬橋4丁目（現在の高円寺北4丁目）を本拠地とする陸軍気象部内にあり、1943年（昭和18年）夏に陸軍気象部長の諌式鹿夫が気象部第二課の渡会正彦に気象神社建立を下命した。渡会は東京大学の松下清夫らと相談し、設計と宮大工の手配を角南隆、造園を田村剛が担当し、1944年（昭和19年）4月10日に造営された。しかし、1945年（昭和20年）4月13日の空襲で焼失し、田村が中心となって再建立したものの終戦を迎えた。戦後、連合国軍最高司令官総司令部（GHQ）の神道指令の一環で、同宗教調査局が調査を行ったが調査漏れとなり残ることとなった（敷地内から運び出されたとの話もあるが詳細は不明）。
1948年（昭和23年）、当時9月18日だった例大祭に合わせて現在の氷川神社の本殿西側に遷座した。先述のように馬橋にあったことから、当初は馬橋稲荷神社に引き取られる予定だったが、宮司の話し合いにより高円寺の氷川神社に移設することとなり、当局に申請して正式な払い下げとなったという（1948年9月23日に払下げ）。老朽化のため、遷宮55年記念として2003年（平成15年）6月に再建された。例大祭は6月1日の気象記念日に行われる。
一般の知名度はさほど高くなかったが、気象予報士の制度が始まると、日本で唯一の気象（天気）の神様として気象予報士を目指す受験生などに存在が知られ、合格祈願や快晴祈願などで参拝されている。
- 御嶽神社
- 日枝神社
- 伏見稲荷神社

## アクセス
- 中央線快速・高円寺駅より徒歩3分

## 備考
- 拝観は無料。夜間は閉門しており、境内に入ることができない。